# Панкратов, Денис Владимирович
Дени́с Влади́мирович Панкра́тов (род. 4 июля 1974, Волгоград) — российский пловец, спортивный журналист, телекомментатор и телеведущий. Двукратный олимпийский  чемпион, чемпион мира, пятикратный чемпион Европы. Многократный экс-рекордсмен мира. Заслуженный мастер спорта России.

## Биография
Воспитанник волгоградской плавательной школы Виктора Авдиенко. Плаванием занимался с 1981 года, когда его, первоклассника, пригласил к себе на занятия Авдиенко. Первоначально специализацией Панкратова стало плавание на спине, но затем тренер вместе со спортсменом определились, что лучше получается баттерфляй.
Первым большим международным стартом для него стали Олимпийские игры в Барселоне в 1992 году, где он выступал за Объединённую команду и стал шестым на дистанции 200 метров баттерфляем. При этом Авдиенко и Панкратов были уверены, что получится взять медали. Однако психологически спортсмен оказался не готов показать высокий результат. В 2014 году в интервью Панкратов объяснял свою неготовность тем, что перед финальным заплывом узнал о том, что у него из кошелька украли все призовые за полгода.
Годом позже, на чемпионате Европы в Шеффилде завоевал свои первые награды, победив на 200 метрах и став вторым на 100-метровке. Также он завоевал золото в составе комбинированной эстафеты (этап баттерфляем).
Чемпионат мира 1994 года в Риме принёс Денису полный комплект наград — золото на коронной двухсотметровке, серебро в составе эстафеты и бронза на ста метрах.
Пик карьеры спортсмена пришёлся на 1995—1996 годы. В 1995 году на чемпионате Европы в Вене он стал трёхкратным чемпионом (обе дистанции баттерфляем и комбинированная эстафета) и побил державшийся 9 лет мировой рекорд на стометровой дистанции американца Пабло Моралеса, показав время 52.32. В том же году Панкратов установил мировой рекорд и на 200-метровке — 1:55.22. Этот результат продержался более 5 лет.
На Играх в Атланте 1996 года Панкратов считался одним из главных фаворитов, особенно на дистанции двести метров баттерфляем. Российский спортсмен оправдал прогнозы, уверенно победив на 200-метровке, причём обогнав своих главных соперников почти на секунду. Борьба на дистанции вдвое короче была упорнее, однако новый мировой рекорд Панкратова — 52.27 принёс ему звание двукратного олимпийского чемпиона. Комбинированная эстафета принесла Панкратову и его партнёрам серебряные медали, сборная России уступила лишь команде США.
Стиль Дениса Панкратова отличался большим количеством времени, которое он проводил под водой после старта и после разворотов. В финале стометровки на Олимпиаде в Атланте Панкратов проплыл под водой около 40 из 100 метров. Это принесло ему прозвище «Русская субмарина», а также послужило одним из поводов к тому, что Международная федерация плавания (FINA) ограничила впоследствии максимальное расстояние, которое пловцы баттерфляем могут преодолевать во время нырка.
На Олимпиаде в Сиднее 2000 года Панкратов вновь вышел на старт 200-метровки баттерфляем, однако остался лишь седьмым и в 2002 году завершил карьеру.
С 2000 года живёт и работает в Москве. После завершения спортивной карьеры Панкратов стал спортивным журналистом. С 2000 по 2015 год работал ведущим новостей, корреспондентом и спортивным комментатором на телеканале «НТВ-Плюс». Также являлся ведущим новостей спорта на телеканалах ТВС (2002—2003) и НТВ (2003—2008). Сотрудничал с газетой «Советский спорт».
С ноября 2015 года по настоящее время — комментатор плавания и лыжных гонок на телеканале «Матч ТВ».
Избран вице-президентом Всероссийской федерации плавания. С сентября 2008 по ноябрь 2010 года возглавлял департамент государственной политики в сфере развития спорта высших достижений Минспорта России. С 2012 года — руководитель ГБУ «Центр физической культуры и спорта Восточного административного округа г. Москвы».
Супруга — Ольга Кириченко-Панкратова, бронзовый призёр Олимпийских игр 1992 года в комбинированной эстафете.

### Результаты на летних Олимпийских играх
Зелёным выделены участия в финальных заплывах
| Дистанция                        | 1992 | 1996 | 2000 |
| -------------------------------- | ---- | ---- | ---- |
| 100 метров баттерфляем           | —    | 1    | —    |
| 200 метров баттерфляем           | 6    | 1    | 7    |
| Комбинированная эстафета 4×100 м | —    | 2    | —    |

## Награды
- Орден «За заслуги перед Отечеством» III степени (26 августа 1996) — за заслуги перед государством и выдающиеся спортивные достижения[14]
- Орден Почёта (2 ноября 1995) — за высокие спортивные достижения на первых Всемирных военных играх 1995 года[15]